# Islas de la Magdalena
Las islas de la Magdalena (en francés, Îles de la Madeleine; en inglés, Magdalen Islands) son un archipiélago del océano Atlántico situado en el golfo de San Lorenzo, perteneciente a la provincia canadiense de Quebec. Tiene una superficie de 205,53 km² y 12.560 habitantes, según el censo de 2006.
Las islas del archipiélago están concetadas principalmente por cuatro largas dunas y dos puentes:
- isla de Havre Aubert (o Amherst), 58 km²;
- isla de la Grande Entrée,
- Île du Havre aux Maisons (o House Harbour),
- Île du Cap-aux-Meules (o Grindstone),
- isla aux Loups (donde se encuentra la localidad de Pointe-aux-Loups),
- Grosse Île, de 77,92 km²;
- Pointe de l'Est.

El archipiélago incluye también, separadas del grupo principal:
- isla de Entrada
- isla Brion, de 7 km²;
- Rochers aux Oiseaux (Bird Rock), de 0,04 km²;
- isla de Corps-Mort

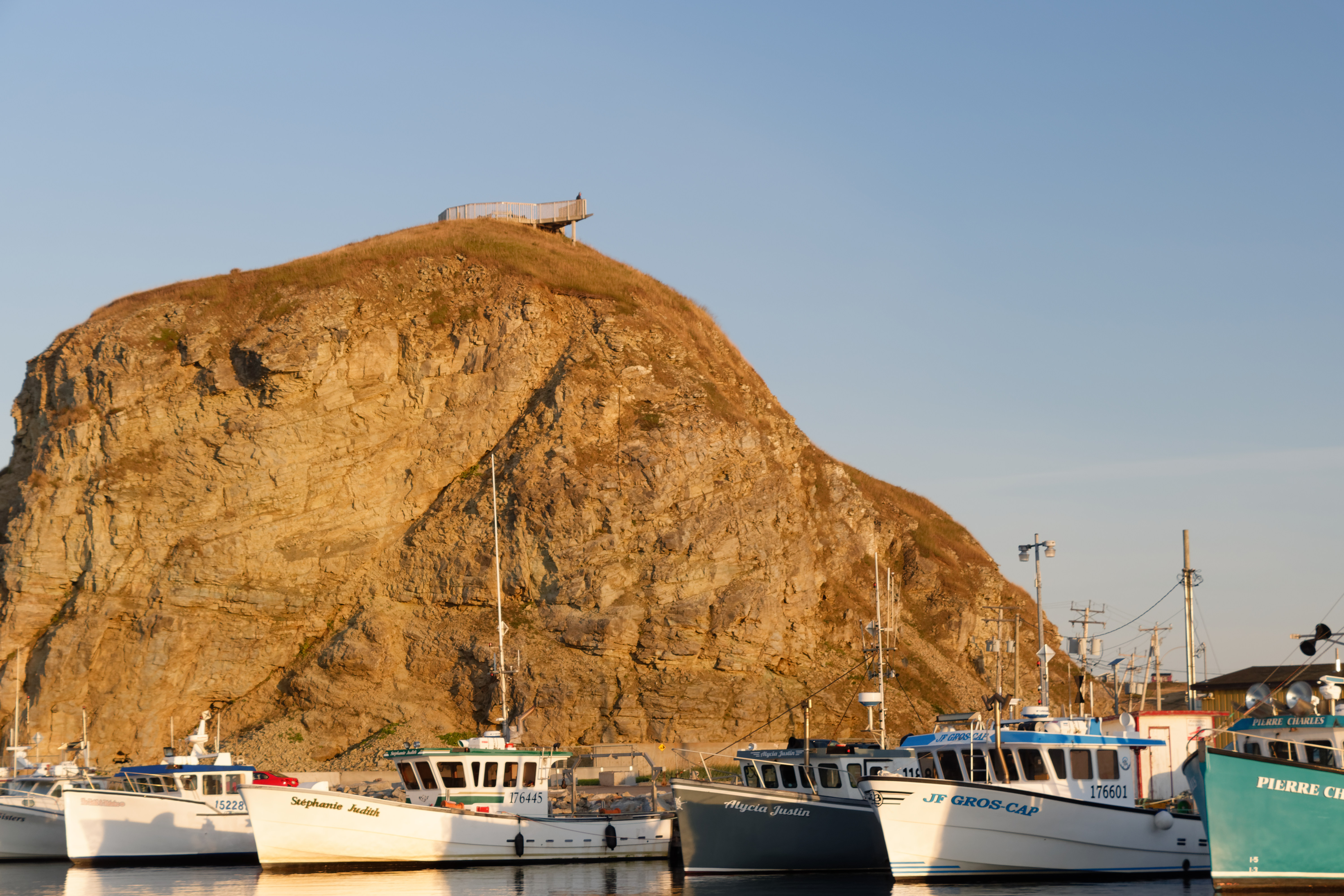
Cap-aux-Meules
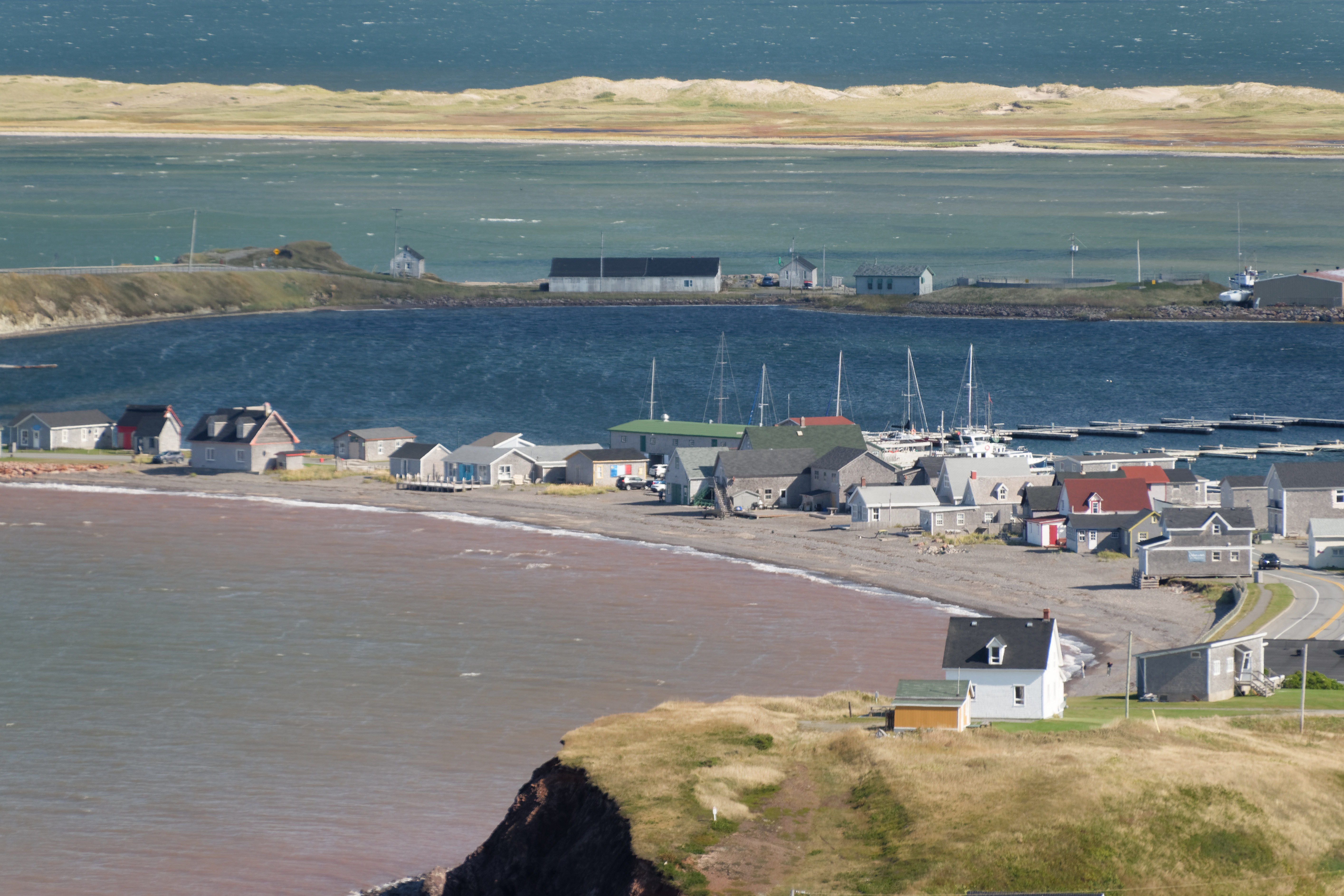
Isla de Havre Aubert
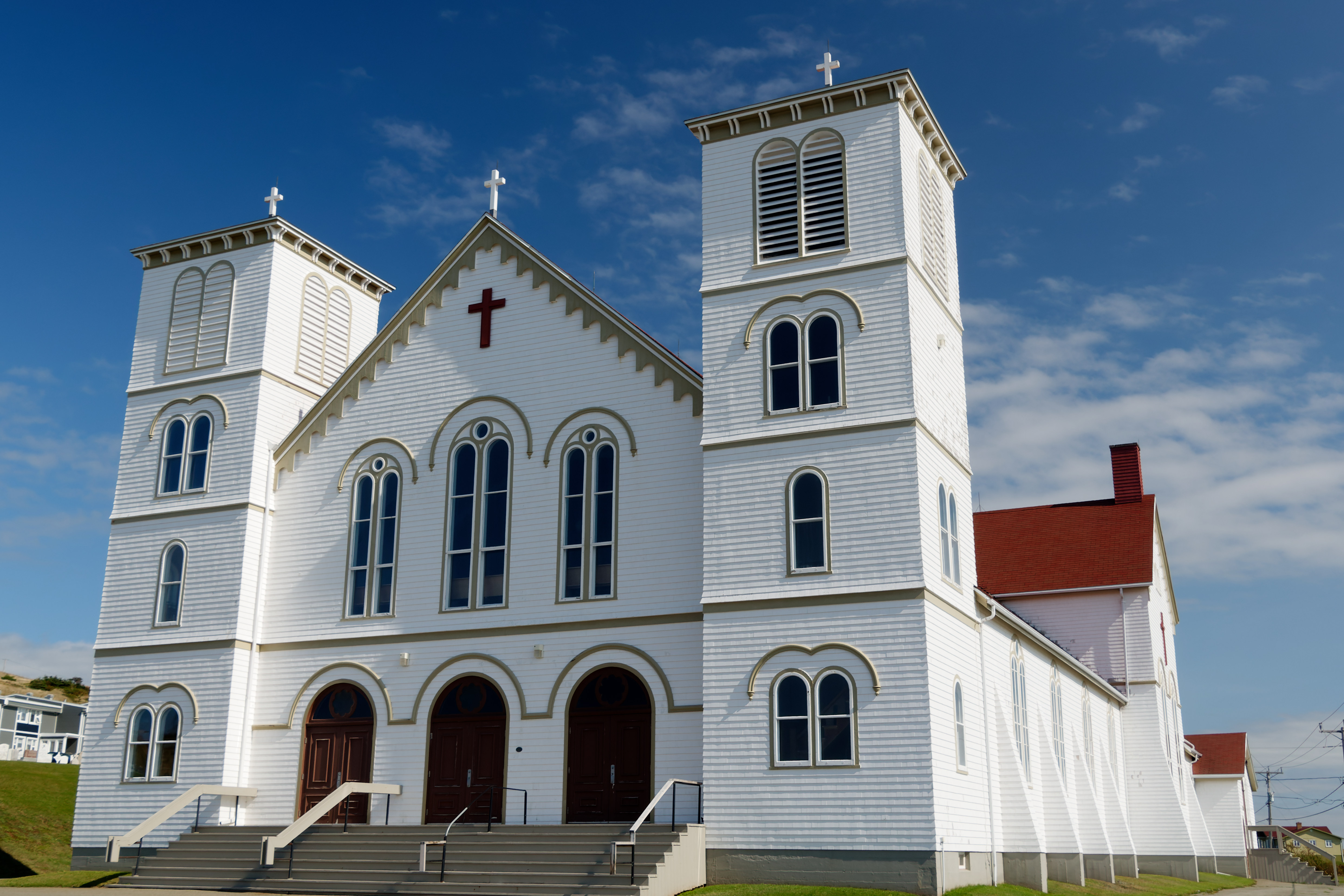
Iglesia de Bassin, Isla de Havre Aubert
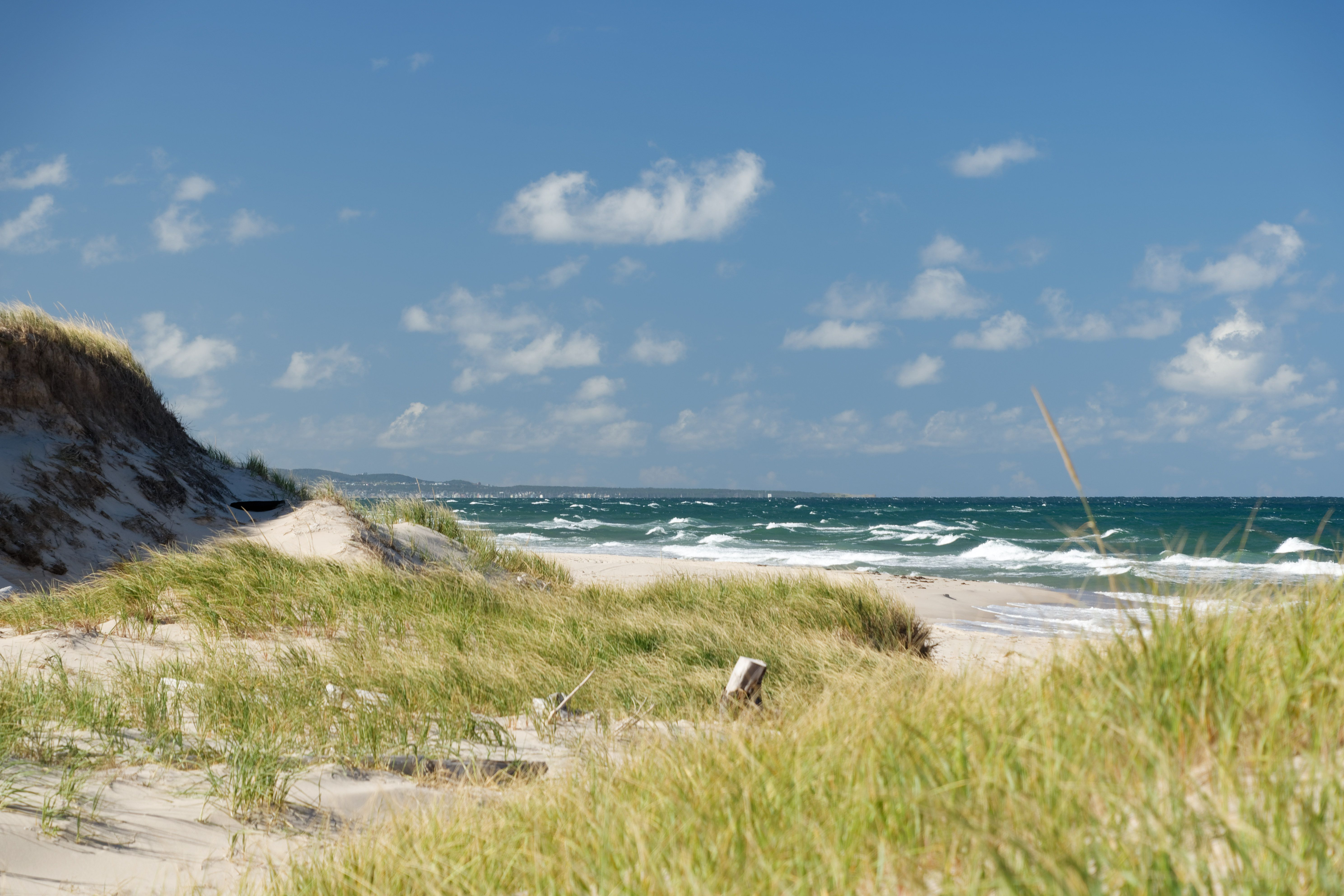
Dune du nord
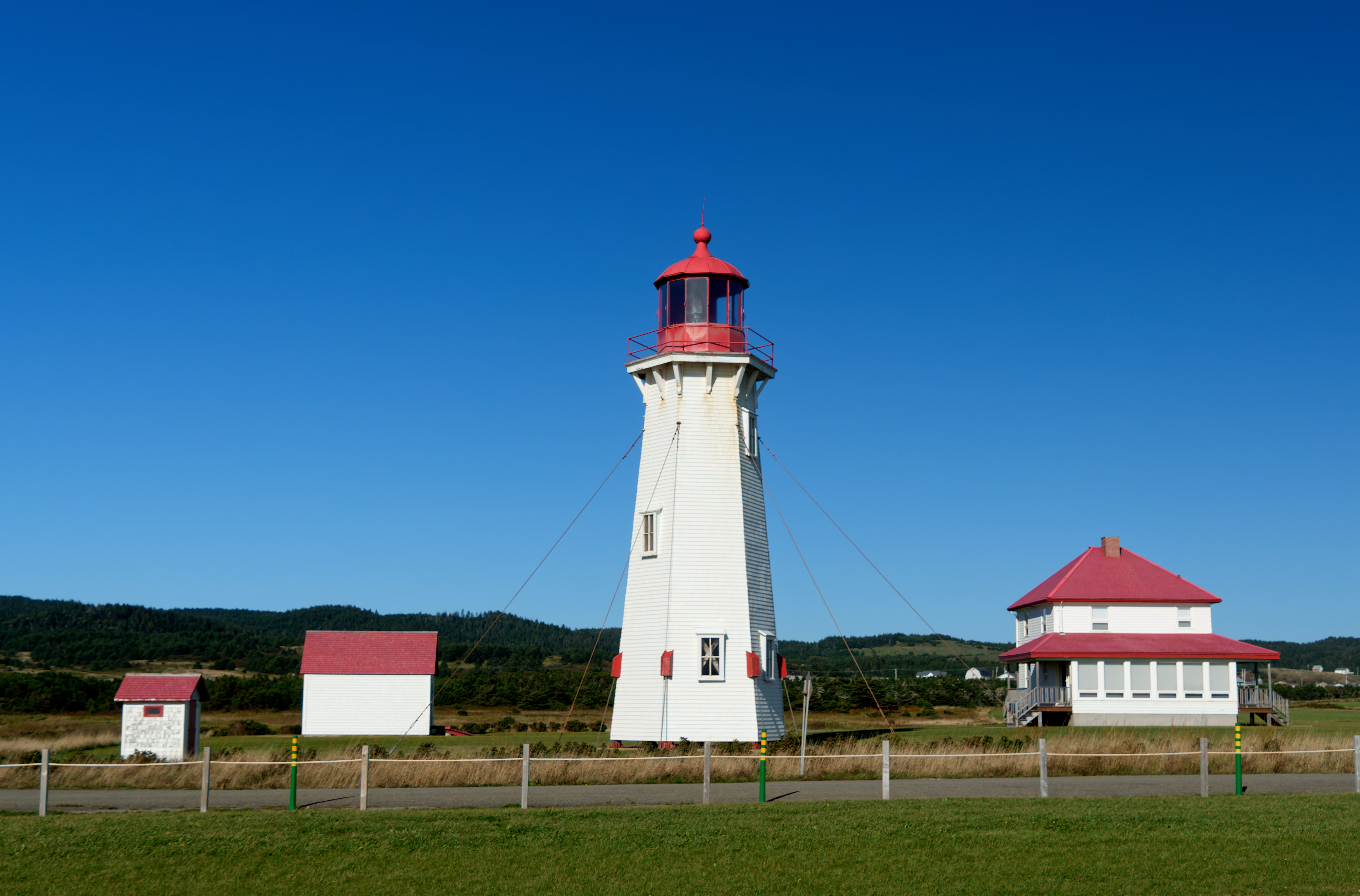
Faro, isla de Havre Aubert

## Clima
| Parámetros climáticos promedio de Aeropuerto de Îles-de-la-Madeleine (1981–2010) | Parámetros climáticos promedio de Aeropuerto de Îles-de-la-Madeleine (1981–2010) | Parámetros climáticos promedio de Aeropuerto de Îles-de-la-Madeleine (1981–2010) | Parámetros climáticos promedio de Aeropuerto de Îles-de-la-Madeleine (1981–2010) | Parámetros climáticos promedio de Aeropuerto de Îles-de-la-Madeleine (1981–2010) | Parámetros climáticos promedio de Aeropuerto de Îles-de-la-Madeleine (1981–2010) | Parámetros climáticos promedio de Aeropuerto de Îles-de-la-Madeleine (1981–2010) | Parámetros climáticos promedio de Aeropuerto de Îles-de-la-Madeleine (1981–2010) | Parámetros climáticos promedio de Aeropuerto de Îles-de-la-Madeleine (1981–2010) | Parámetros climáticos promedio de Aeropuerto de Îles-de-la-Madeleine (1981–2010) | Parámetros climáticos promedio de Aeropuerto de Îles-de-la-Madeleine (1981–2010) | Parámetros climáticos promedio de Aeropuerto de Îles-de-la-Madeleine (1981–2010) | Parámetros climáticos promedio de Aeropuerto de Îles-de-la-Madeleine (1981–2010) | Parámetros climáticos promedio de Aeropuerto de Îles-de-la-Madeleine (1981–2010) |
| Mes                                                                              | Ene.                                                                             | Feb.                                                                             | Mar.                                                                             | Abr.                                                                             | May.                                                                             | Jun.                                                                             | Jul.                                                                             | Ago.                                                                             | Sep.                                                                             | Oct.                                                                             | Nov.                                                                             | Dic.                                                                             | Anual                                                                            |
| -------------------------------------------------------------------------------- | -------------------------------------------------------------------------------- | -------------------------------------------------------------------------------- | -------------------------------------------------------------------------------- | -------------------------------------------------------------------------------- | -------------------------------------------------------------------------------- | -------------------------------------------------------------------------------- | -------------------------------------------------------------------------------- | -------------------------------------------------------------------------------- | -------------------------------------------------------------------------------- | -------------------------------------------------------------------------------- | -------------------------------------------------------------------------------- | -------------------------------------------------------------------------------- | -------------------------------------------------------------------------------- |
| Temp. máx. abs. (°C)                                                             | 12.3                                                                             | 9.0                                                                              | 12.0                                                                             | 17.2                                                                             | 26.2                                                                             | 28.9                                                                             | 31.1                                                                             | 30.6                                                                             | 28.3                                                                             | 21.6                                                                             | 20.4                                                                             | 12.6                                                                             | 31.1                                                                             |
| Temp. máx. media (°C)                                                            | −3.1                                                                             | −4.3                                                                             | -1.0                                                                             | 3.8                                                                              | 10.5                                                                             | 16.1                                                                             | 20.4                                                                             | 21.0                                                                             | 16.8                                                                             | 10.9                                                                             | 5.2                                                                              | 0.2                                                                              | 8.0                                                                              |
| Temp. media (°C)                                                                 | −6.4                                                                             | −8.2                                                                             | −4.1                                                                             | 1.2                                                                              | 7.0                                                                              | 12.5                                                                             | 17.1                                                                             | 17.8                                                                             | 13.9                                                                             | 8.2                                                                              | 2.8                                                                              | −2.3                                                                             | 5.0                                                                              |
| Temp. mín. media (°C)                                                            | −9.7                                                                             | −12.0                                                                            | −7.1                                                                             | -1.5                                                                             | 3.5                                                                              | 8.9                                                                              | 13.8                                                                             | 14.6                                                                             | 10.9                                                                             | 5.6                                                                              | 0.4                                                                              | −4.8                                                                             | 1.9                                                                              |
| Temp. mín. abs. (°C)                                                             | −26.5                                                                            | −27.2                                                                            | −26.1                                                                            | −12.9                                                                            | −6.1                                                                             | 0.0                                                                              | 1.8                                                                              | 3.9                                                                              | −1.1                                                                             | −5.6                                                                             | −12.8                                                                            | −24.4                                                                            | -27.2                                                                            |
| Precipitación total (mm)                                                         | 97.3                                                                             | 74.3                                                                             | 76.0                                                                             | 73.7                                                                             | 86.3                                                                             | 76.3                                                                             | 75.5                                                                             | 84.7                                                                             | 95.8                                                                             | 94.1                                                                             | 108.9                                                                            | 94.3                                                                             | 1037.3                                                                           |
| Lluvias (mm)                                                                     | 37.1                                                                             | 27.4                                                                             | 39.0                                                                             | 56.7                                                                             | 82.0                                                                             | 76.3                                                                             | 75.5                                                                             | 84.2                                                                             | 95.8                                                                             | 93.3                                                                             | 91.6                                                                             | 43.6                                                                             | 802.6                                                                            |
| Nevadas (cm)                                                                     | 61.1                                                                             | 47.5                                                                             | 37.0                                                                             | 17.0                                                                             | 4.5                                                                              | 0.0                                                                              | 0.0                                                                              | 0.0                                                                              | 0.0                                                                              | 0.7                                                                              | 17.3                                                                             | 51.7                                                                             | 236.8                                                                            |
| Días de precipitaciones (≥ 0.2 mm)                                               | 22.2                                                                             | 16.6                                                                             | 16.8                                                                             | 14.0                                                                             | 14.5                                                                             | 12.4                                                                             | 13.1                                                                             | 12.5                                                                             | 13.1                                                                             | 17.4                                                                             | 19.1                                                                             | 21.4                                                                             | 193.1                                                                            |
| Días de lluvias (≥ 0.2 mm)                                                       | 5.6                                                                              | 4.3                                                                              | 7.3                                                                              | 10.6                                                                             | 14.1                                                                             | 12.3                                                                             | 13.1                                                                             | 12.5                                                                             | 13.1                                                                             | 17.2                                                                             | 14.1                                                                             | 7.2                                                                              | 131.2                                                                            |
| Días de nevadas (≥ 0.2 cm)                                                       | 20.2                                                                             | 14.4                                                                             | 12.3                                                                             | 6.1                                                                              | 0.95                                                                             | 0.0                                                                              | 0.0                                                                              | 0.0                                                                              | 0.0                                                                              | 0.61                                                                             | 7.8                                                                              | 17.9                                                                             | 80.2                                                                             |
| Fuente: Environment Canada                                                       |                                                                                  |                                                                                  |                                                                                  |                                                                                  |                                                                                  |                                                                                  |                                                                                  |                                                                                  |                                                                                  |                                                                                  |                                                                                  |                                                                                  |                                                                                  |